# Aeroportul Regional Merced
Aeroportul Regional Merced (IATA: MCE, ICAO: KMCE, FAA LID: MCE) este un aeroport din California, Statele Unite ale Americii ce deservește zona Merced. Aeroportul a fost tranzitat în 2019 de 13.632 de pasageri. A fost deschis în 1932 și numit după zona deservită.
Situat la o altitudine de 47 m, aeroportul dispune de 1 pistă.

## Infrastructură

### Piste
Aeroportul dispune de o singură pistă. Pista 12/30 are suprafața de asfalt și dimensiunile 5.914 picioare × 150 picioare. 